# Ručak
Ručak je obrok koji se jede oko podneva. Tradicionalno se jede između doručka i večere. Hrana koja se konzumira tijekom ručka ovisi o kulturi, gospodarstvu, geografskom položaju i mnogim drugim čimbenicima.
Obroci su se uvriježili u svakom društvu kao prirodni i logični. Ono što jedno društvo jede može se drugome činiti neobično. Isto vrijedi i za ono što se jelo davno u povijesti, budući da su se okusi hrane, stavke jelovnika i razdoblja obroka dramatično promijenili tijekom vremena. Tijekom srednjeg vijeka glavni dnevni obrok, tada zvan večera, za gotovo sve se odvijao kasno ujutro nakon višesatnog rada, kada nije bilo potrebe za umjetnom rasvjetom. Početkom do sredine 17. stoljeća, obrok je mogao biti u bilo koje vrijeme između kasnog jutra i sredine poslijepodneva.
Tijekom kasnog 17. i 18. stoljeća ovaj se obrok postupno vratio navečer, čineći duži vremenski razmak između doručka i večere. Obrok koji se zove ručak došao je ispuniti prazninu. Formalne "večere", umjetno osvijetljene svijećama, ponekad sa zabavom, održale su se sve do razdoblja Reagana, a bal koji je obično uključivao večeru, često se služio vrlo kasno.
S porastom industrijalizacije u 19. stoljeću, radnici su počeli raditi u dugim smjenama u tvornicama, ozbiljno narušivši stoljećima stare prehrambene navike ruralnog života. Isprva su radnici bili poslani kući na brzu večeru koju su im priskrbile njihove žene, ali kako se radno mjesto udaljavalo od kuće, radnici su počeli donositi prijenosne obroke za jelo tijekom podnevnih pauza.
Obrok za ručak polako je postao institucionaliziran u Engleskoj kada su tvornički radnici s dugim, fiksnim poslovima na kraju dobili slobodan sat vremena kako bi ručali i tako dobili snagu za poslijepodnevnu smjenu. Štandovi i kasnije restorani u blizini tvornica počeli su pružati masovnu hranu za radničku klasu, a obrok je ubrzo postao dio dnevne rutine, što ostaje do danas.
U mnogim zemljama i regijama ručak je glavni obrok. Propisano vrijeme ručka omogućuje radnicima u nekim zemljama, da se vrate svojim domovima kako bi jeli sa svojim obiteljima. Posljedično negdje se tvrtke zatvaraju u vrijeme ručka kada je ručak uobičajeni glavni obrok dana. 

## Galerija
- Ručak s morskim specijalitetima.
- Ručak u Japanu.
- Ručak u Indiji.
- Ručak u Švedskoj.